# 孙儒
孙儒（？—892年），中国唐朝末年军阀之一，蔡州（今属河南）人。
黄巢之變時，孙儒原为秦宗权部下决胜指挥使，后随之投降黄巢。黄巢死后，秦宗权称帝，孙率军先后攻占洛阳、郑州等地，后因秦败于朱温、李克用联军之手而被迫撤退。
中和五年（885）高駢的部下都知兵馬使畢師鐸，因受到高駢重用的道士呂用之迫害，怒而連同宣歙觀察使秦立一起造反，高駢向楊行密求救，楊行密尚未趕到，畢師鐸已俘高駢，行密一到，大敗畢師鐸，秦立一氣之下，殺死高駢，楊行密占領揚州，畢師鐸投奔秦宗權部下孫儒，孫儒殺畢師鐸併吞並其軍隊，發兵圍攻揚州，欲一舉消滅楊行密，將揚州收歸己有。
光启三年（887年），高駢被秦立處死，淮南陷入混乱，秦宗权遂命其弟秦宗衡率孙儒军三万南下争夺扬州。不久，秦宗权复败于朱温，招秦宗衡率军回援。孙儒不愿回师，杀秦宗衡自立为主，占据扬州一带，称“土团白条军”，被唐朝政府封为淮南节度使。
此后，孙儒与原高骈部将杨行密常年征战，争夺淮南。景福元年（892年），孙儒率全军围杨行密于宣州，杨行密则坚壁清野以抵抗。不久孙儒军粮尽而溃，孙儒被俘后处死。后追封为乐安郡王。
孙儒部将马殷后占据湖南一带，建立了十国之一的马楚。